# Тарасенко Володимир Васильович
Володимир Васильович Тарасенко (1891, місто Варшава, тепер Польща — розстріляний 22 грудня 1937) — радянський військовий діяч, комдив. Член ВУЦВК. 

## Життєпис
Народився в червні 1891 року у Варшаві в родині офіцера російської армії. У 1909 році закінчив Суворовський кадетський корпус у Варшаві, а в 1911 році — Павловське військове училище у Санкт-Петербурзі, після чого служив у 8-му піхотному полку у місті Петрокові (сучасна Польща). Учасник Першої світової війни з 1914 по 1917 рік. Командував різними підрозділами до батальйону включно. У боях двічі поранений та контужений. Після Лютневої революції 1917 року командував батальйоном 5-го Чорноморському полку. Потім керував господарством 8-го Чорноморського полку, був обраний головою полкового комітету. З серпня 1917 року — командир 82-го запасного піхотного полку (місто Владимир). Під час жовтневого перевороту 1917 року разом із полком у Москві взяв участь у боях за захоплення Кремля, Московської міської думи та готелю «Метрополь». Останнє військове звання у старій армії — підполковник. 
У Червоній армії добровільно з червня 1918 р. учасник Громадянської війни. Воював у складі Українського та Південного фронтів. Член РКП(б) з січня 1919 року. Обіймав посади: начальника дистанції Могильовського району прикордонної охорони, військового керівника Канівського повітового військового комісаріату, командира 1-го Радянського полку особливого призначення (з травня 1919 року), командира 1-ї бригади 4-ї Української стрілецької дивізії, начальника військ (експедиційного загону) 12-ї армії (січень — березень 1920 року), командира 174-ї бригади 58-ї стрілецької дивізії.
Після Громадянської війни на відповідальних посадах у військах та військово-навчальних закладах РСЧА. З травня 1921 р. по вересень 1923 року — начальник 64-х Феодосійських і 8-х Сімферопольських піхотних курсів. З вересня 1923 року — начальник 9-х Сумських піхотних курсів. З травня 1924 року — начальник 6-ї Харківської піхотної школи. З листопада 1924 року — помічник інспектора військово-навчальних закладів Українського військового округу. У березні 1925 року призначений помічником начальника Полтавської піхотної школи з навчально-стройової частини. З листопада 1925 року — начальник Одеської піхотної школи.
У 1927 та 1929 роках навчався та закінчив Курси удосконалення вищого начальницького складу при Військовій академії імені М. В. Фрунзе.
У квітні 1930 — жовтні 1932 року — командир і військовий комісар 15-ї Сиваської стрілецької дивізії. З жовтня 1932 по лютий 1935 року — комендант Тираспольського укріпленого району. У лютому 1935 — липні 1937 року — командир і військовий комісар 15-го стрілецького корпусу в Молдавській АРСР.
У липні 1937 року зарахований у розпорядження Управління з командно-начальницького складу РСЧА. У серпні 1937 року через політичну недовіру звільнений у запас.
26 вересня 1937 року заарештований органами НКВС. Військовою колегією Верховного суду СРСР 22 грудня 1937 року за звинуваченням «в участі у військовій змові» засуджений до розстрілу. Вирок виконано того ж дня. 
10 жовтня 1957 року посмертно реабілітований визначенням Військової колегії Верховного суду СРСР.

## Звання
- підполковник
- комдив (1935)